# One (Your Name)
One (Your Name) is de debuutsingle en ook de eerste Dancesmash van de driekoppige Zweedse house groep Swedish House Mafia in samenwerking met Pharrell. De single behaalde de eerste positie in de Nederlandse Top 40, maar wist dat maar 2 weken vol te houden. Ook in België deed het nummer het goed het kwam tot een 2e plek in de Vlaamse Ultratop 50.
Het nummer kreeg in Nederland bekendheid doordat het door Armin van Buuren gebruikt werd als zijn openingsnummer op de huldiging van het Nederlands elftal op het Museumplein na afloop van het WK in 2010.

## Hitnoteringen

### Nederlandse Top 40
| Hitnotering: 24-07-2010 t/m 30-10-2010 | Hitnotering: 24-07-2010 t/m 30-10-2010 | Hitnotering: 24-07-2010 t/m 30-10-2010 | Hitnotering: 24-07-2010 t/m 30-10-2010 | Hitnotering: 24-07-2010 t/m 30-10-2010 | Hitnotering: 24-07-2010 t/m 30-10-2010 | Hitnotering: 24-07-2010 t/m 30-10-2010 | Hitnotering: 24-07-2010 t/m 30-10-2010 | Hitnotering: 24-07-2010 t/m 30-10-2010 | Hitnotering: 24-07-2010 t/m 30-10-2010 | Hitnotering: 24-07-2010 t/m 30-10-2010 | Hitnotering: 24-07-2010 t/m 30-10-2010 | Hitnotering: 24-07-2010 t/m 30-10-2010 | Hitnotering: 24-07-2010 t/m 30-10-2010 | Hitnotering: 24-07-2010 t/m 30-10-2010 | Hitnotering: 24-07-2010 t/m 30-10-2010 | Hitnotering: 24-07-2010 t/m 30-10-2010 |
| Week:                                  | 1                                      | 2                                      | 3                                      | 4                                      | 5                                      | 6                                      | 7                                      | 8                                      | 9                                      | 10                                     | 11                                     | 12                                     | 13                                     | 14                                     | 15                                     |                                        |
| -------------------------------------- | -------------------------------------- | -------------------------------------- | -------------------------------------- | -------------------------------------- | -------------------------------------- | -------------------------------------- | -------------------------------------- | -------------------------------------- | -------------------------------------- | -------------------------------------- | -------------------------------------- | -------------------------------------- | -------------------------------------- | -------------------------------------- | -------------------------------------- | -------------------------------------- |
| Positie:                               | 19                                     | 13                                     | 6                                      | 5                                      | 6                                      | 4                                      | 1                                      | 1                                      | 2                                      | 2                                      | 5                                      | 9                                      | 18                                     | 26                                     | 38                                     | uit                                    |

### NederlandseSingle Top 100
| Hitnotering: 10-07-2010 t/m 18-12-2010 | Hitnotering: 10-07-2010 t/m 18-12-2010 | Hitnotering: 10-07-2010 t/m 18-12-2010 | Hitnotering: 10-07-2010 t/m 18-12-2010 | Hitnotering: 10-07-2010 t/m 18-12-2010 | Hitnotering: 10-07-2010 t/m 18-12-2010 | Hitnotering: 10-07-2010 t/m 18-12-2010 | Hitnotering: 10-07-2010 t/m 18-12-2010 | Hitnotering: 10-07-2010 t/m 18-12-2010 | Hitnotering: 10-07-2010 t/m 18-12-2010 | Hitnotering: 10-07-2010 t/m 18-12-2010 | Hitnotering: 10-07-2010 t/m 18-12-2010 | Hitnotering: 10-07-2010 t/m 18-12-2010 | Hitnotering: 10-07-2010 t/m 18-12-2010 |
| Week:                                  | 1                                      | 2                                      | 3                                      | 4                                      | 5                                      | 6                                      | 7                                      | 8                                      | 9                                      | 10                                     | 11                                     | 12                                     | 13                                     |
| -------------------------------------- | -------------------------------------- | -------------------------------------- | -------------------------------------- | -------------------------------------- | -------------------------------------- | -------------------------------------- | -------------------------------------- | -------------------------------------- | -------------------------------------- | -------------------------------------- | -------------------------------------- | -------------------------------------- | -------------------------------------- |
| Positie:                               | 80                                     | 18                                     | 4                                      | 3                                      | 3                                      | 3                                      | 4                                      | 3                                      | 5                                      | 5                                      | 7                                      | 10                                     | 16                                     |
| Week:                                  | 14                                     | 15                                     | 16                                     | 17                                     | 18                                     | 19                                     | 20                                     | 21                                     | 22                                     | 23                                     | 24                                     |                                        |                                        |
| Positie:                               | 19                                     | 26                                     | 32                                     | 33                                     | 22                                     | 47                                     | 59                                     | 74                                     | 65                                     | 65                                     | 95                                     | uit                                    |                                        |

### VlaamseUltratop 50
| Hitnotering: 19-06-2010 t/m 22-01-2011 | Hitnotering: 19-06-2010 t/m 22-01-2011 | Hitnotering: 19-06-2010 t/m 22-01-2011 | Hitnotering: 19-06-2010 t/m 22-01-2011 | Hitnotering: 19-06-2010 t/m 22-01-2011 | Hitnotering: 19-06-2010 t/m 22-01-2011 | Hitnotering: 19-06-2010 t/m 22-01-2011 | Hitnotering: 19-06-2010 t/m 22-01-2011 | Hitnotering: 19-06-2010 t/m 22-01-2011 | Hitnotering: 19-06-2010 t/m 22-01-2011 | Hitnotering: 19-06-2010 t/m 22-01-2011 | Hitnotering: 19-06-2010 t/m 22-01-2011 | Hitnotering: 19-06-2010 t/m 22-01-2011 | Hitnotering: 19-06-2010 t/m 22-01-2011 | Hitnotering: 19-06-2010 t/m 22-01-2011 | Hitnotering: 19-06-2010 t/m 22-01-2011 | Hitnotering: 19-06-2010 t/m 22-01-2011 | Hitnotering: 19-06-2010 t/m 22-01-2011 |
| Week:                                  | 1                                      | 2                                      | 3                                      | 4                                      | 5                                      | 6                                      | 7                                      | 8                                      | 9                                      | 10                                     | 11                                     | 12                                     | 13                                     | 14                                     | 15                                     | 16                                     | 17                                     |
| -------------------------------------- | -------------------------------------- | -------------------------------------- | -------------------------------------- | -------------------------------------- | -------------------------------------- | -------------------------------------- | -------------------------------------- | -------------------------------------- | -------------------------------------- | -------------------------------------- | -------------------------------------- | -------------------------------------- | -------------------------------------- | -------------------------------------- | -------------------------------------- | -------------------------------------- | -------------------------------------- |
| Positie:                               | 23                                     | 21                                     | 15                                     | 18                                     | 7                                      | 9                                      | 5                                      | 3                                      | 2                                      | 2                                      | 3                                      | 3                                      | 3                                      | 4                                      | 3                                      | 6                                      | 6                                      |
| Week:                                  | 18                                     | 19                                     | 20                                     | 21                                     | 22                                     | 23                                     | 24                                     | 25                                     | 26                                     | 27                                     | 28                                     | 29                                     | 30                                     | 31                                     | 32                                     |                                        |                                        |
| Positie:                               | 11                                     | 11                                     | 15                                     | 18                                     | 20                                     | 23                                     | 38                                     | 46                                     | 39                                     | 46                                     | 29                                     | 37                                     | 26                                     | 35                                     | 50                                     | uit                                    |                                        |